# Hartmut Laumann
Hartmut Laumann (* 1949 in Eckernförde; † 13. November 2001 in Buschhütten bei Siegen) war ein deutscher Prähistoriker.

## Leben
Hartmut Laumann studierte in Kiel, München und Hamburg Ur- und Frühgeschichte. Er wurde 1981 an der Universität Marburg mit der Arbeit Die Siedlungen der vorrömischen Eisenzeit im Kreis Fritzlar-Homberg promoviert. In seiner grundlegenden Dissertation arbeitete er das eisenzeitliche Fundmaterial des Schwalm-Eder-Kreises auf. Er arbeitete ab 1982 als Oberkonservator an der Außenstelle Olpe des Westfälischen Landesmuseums. Zu seinen bedeutendsten Grabungsstellen zählen der Brandgräberfriedhof in Netphen-Deuz (1989/90), die eisenzeitlichen Geländeterrassierungen in Burbach-Oberdresselndorf (1998) und Siegen-Niederschelden (2000). Sein Arbeitsschwerpunkt lag auf der Montanarchäologie und der Latènezeit.

## Veröffentlichungen (Auswahl)
- mit Otto-Herman Frey: Eine spätlatenezeitliche Töpferei bei Wehren, Gemeinde Fritzlar, Schwalm-Eder-Kreis, in: Fundberichte Hessen 17/18 (1977/78) 137–150.
- Ein spätestlatenezeitlicher Schmiedeplatz von Neunkirchen-Zeppenfeld, Kreis Siegen-Wittgenstein, in: Ausgrabungen und Funde in Westfalen-Lippe 3 (1985) 49–57.
- Archäologische Ausgrabungen im Siegerland 1987. Arbeitsbericht über Grabungen im Quellgebiet der Sülz und in Deuz, in: Siegerland 64 (1987) 51–53.
- mit Thomas Frank: Ein latenezeitliches Podium bei Freudenberg-Alchen, Kreis Siegen-Wittgenstein, in: Ausgrabungen und Funde in Westfalen-Lippe 5 (1987) 195–203.
- Die Metallzeiten, in: Führer zu archäologischen Denkmälern in Deutschland, Bd. 25: Der Kreis Siegen-Wittgenstein, Stuttgart 1993, S. 49–64.
- Hallstattzeitliche Salzsiederei in Werl, in: Heinz Günter Horn, Hansgerd Hellenkemper, Gabriele Isenberg, Harald Koschik (Hrsg.): Fundort Nordrhein-Westfalen. Millionen Jahre Geschichte, Römisch-Germanisches Museum der Stadt Köln, Mainz 2000, S. 250ff.